# Сарибійський сільський округ
Сарибі́йський сільський округ (каз. Сарыбие ауылдық округі, рос. Сарыбийский сельский округ) — адміністративна одиниця у складі Уїльського району Актюбінської області Казахстану. Адміністративний центр — село Сарибіє.
Населення — 1093 особи (2021; 1618 у 2009, 1758 у 1999, 1888 у 1989).
Станом на 1989 рік існувала Жекендинська сільська рада (села Караколь, Сарбіє).

## Склад
До складу округу входять такі населені пункти:
| Населений пункт | Колишні назви   | Населення, осіб (1989) | Населення, осіб (1999) | Населення, осіб (2009) | Населення, осіб (2021) |
| --------------- | --------------- | ---------------------- | ---------------------- | ---------------------- | ---------------------- |
| Караколь, село  | -               | 290                    | 219                    | 187                    | 110                    |
| Сарибіє, село   | Сарбіє, Жекенди | 1598                   | 1539                   | 1431                   | 983                    |